# Wappen von Ribnitz-Damgarten
Ribnitz-Damgarten führt seit 1993 ein gemeinsames Wappen. Dieses stellt die Wappen der Teilstädte dar, die 1950 vereint wurden. Beide Teile sind ein Verweis auf deren Gründungsgeschichte.

## Geschichte
1950 wurden Ribnitz und Damgarten zu einer gemeinsamen Stadt vereint. Ribnitz gehört zu Mecklenburg und Damgarten zu Vorpommern. Vor der Vereinigung führten beide Teilstädte jeweils ein eigenes Wappen. Deren Farben und heraldischen Elemente finden sich in der Neugestaltung wieder. Das gemeinsame Wappen wurde am 27. Januar 1993 durch das Innenministerium des Landes genehmigt und unter Nr. 64 der Wappenrolle von Mecklenburg-Vorpommern registriert. Gestaltet wurde es durch den Ribnitz-Damgartener Frank Rose. Die linke Seite (heraldisch rechts) steht für den Ortsteil Damgarten, die rechte Seite (heraldisch links) für Ribnitz.

### Ribnitzer Wappen
Der schreitende goldene Greif auf blauem Grund im Ribnitzer Wappen bezieht sich auf die historische Herrschaft Rostock, zu der die Stadt gehört hatte.
Zur Geschichte des Wappens erläutert Carl Teske:

Die Stadt Ribnitz wird noch in der ersten Hölfte des 13. Jahrhunderts gestiftet sein, bereits eine Urkunde Heinrich Borwins III. von Rostock aus dem Jahr 1252 (MUB II. 708.-) handelt von Ansprüchen eines Bürgers Bernhard Scheel zu Ribnitz (Bernardus Luscus, civis in Ribeniz), die derselbe auf Güter des Klosters Bersenbrück bei Osnabrück erhoben hatte, und im Jahre 1257 (MUB II. 794) bezeugt der Rath von Rostock, daß die Ribnitzer Bürger sich des zu Rostock und Lübeck üblichen Rechts bedienen. Fürst Waldemar von Rostock (1266–1282) bestätigte darauf – nach neuen Angaben im Jahre 1271 – die Privilegien der Stadt (MUB II. 1212).
In ihr ältestes sigillum setzt Ribnitz den Stierkopf, wie ihn anfänglich die Rostocker Fürsten und auch die Stadt Rostock in ihren Siegeln führten.
Beseitet wird dieses Herrschaftsbild von zwei aufsteigenden Fischen, welche den Namen der Stadt (altslavisch ryba = Fisch, Ribnitz also Fischort) sich leicht erklären lassen; das nämliche Bild hat das zweite sigillum aus dem 14. Jahrhundert.
In das secretum wurde das spätere alleinige Wappen der Rostocker Herren, der Greif, aufgenommen.
Bemerkenswerth ist, daß der Greif des Sekrets aufsteigend, also in der nun von Nicolaus dem Kinde (gest. 1314) zuletzt geführten Gestalt erscheint, was darauf schließen läßt, daß das fragliche Siegel zur Regierungszeit dieses Fürsten entstanden sein wird, und damit stimmt denn auch sein Styl überein.
Der Greif ging in der Folge, sicher seit dere ersten Hälfte des 17. Jahrhunderts, in die sämmtlichen Stadtsiegel über.
Für das im Jahre 1857 offiziell fixirte Stadtwappen wurde er ebenfalls beibehalten, und ist so das bezeichnende Bild der alten sigilla leider ganz beiseite gesetzt.
-- Teske, Carl: Die Wappen der Großherzogthümer Mecklenburg, ihrer Städte und Flecken. 1885.

#### Wappendarstellungen

Darstellung von Carl Teske (um 1885)
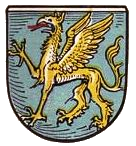
Darstellung von Otto Hupp (um 1925)
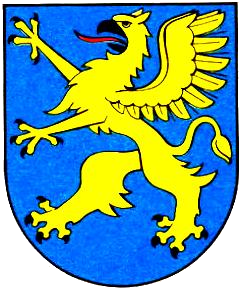

#### Siegel

Sigillum (Abdruck von 1313)
Secretum (Abdruck von 1354)
Sigillum (1357)
Sigillum
Sigillum
Sigillum
Sigillum
Sigillum
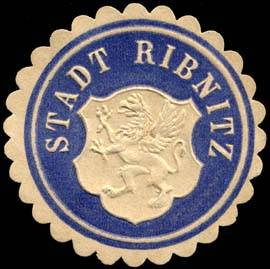
Siegelmarke (zw. 1850 und 1923)

### Damgartener Wappen
Blasonierung: Damgarten, Stadt. In Silber ein gekröntes, blaubekleidetes, weibliches Brustbild.
Das Damgartener Wappen bildet eine menschliche Figur ab. Wer darauf abgebildet ist, ist nicht gesichert. Eine Hypothese sieht darin den Damgartener Stadtgründer Jaromar II. von Rügen (1218–1260), eine andere erkennt hingegen eine Frau.
Otto Hupp erläutert das Problem:

Es ist nicht wahrscheinlich, daß das Bild ursprünglich ein männliches gewesen, wie mehrfach, und auch von Kratz, vermutet wurde, vielmehr anzunehmen, daß man, als die ursprüngliche Bedeutung des Stadtnamens Damgur (1258) von Dambagora = Eichberg vergessen war, das Siegel durch das Bildnis einer Dame zu einem redenden machen wollte. Daß man dieselbe gekrönt darstellte, erklärt sich schon daraus, daß die Bezeichnung: Dame früher nur den vornehmsten Frauen zukam; vielleicht aber hatte man auch die Absicht, damit an Unsere liebe Frau, oder an Margaretha, die Witwe Herzog Georg I. zu erinnern, welche 1533 Damgarten als Wittum erhalten hatte. -- Ein als Sekret auffallend großes: + SECRETUM * CIVITATIS DAMGART (69 mm, Oelr. Zeichn.) des 14. Jahrh. (?) bringt über einer eigentümlich gefügten, zinnlosen (Garten-?) Mauer mit geschlossenem Thor den Greifen inmitten eines hinter der Mauer hervorwachsenden, reichen Laubwerkes. Das vielleicht um 1500 gefertigte: + SIGILLUM * DAMGARTDIAE (40 mm, Oelr. Zeichn.) hat dasselbe Bild, doch weniger Laubwerk. Das 1571 gebrauchte: „* SIGILLUM * CIVITATIS + DAMGART“ (24 mm) zeigt auf v. Bohlens Wiedergabe einen weiblichen Kopf, der eine, mehr aus einem Pelz gefertigten Fürstenhute als einer Krone ähnliche Bedeckung trägt, also ganz ähnlich wie bei dem Helmschmuck des herzöglichen Wappens. Vielleicht früher noch ist ein „SIGILLUM DIVITATIS DAMGOR“ (25 mm), welches das Haupt mit einer Lilienkrone geschmückt zeigt. Ebenso, aber mit Blattkrone ein: „* * * SIGILLUM CIVDATIS * DAMGARTN“ (31 mm) aus dem vorigen Jahrh., von dem auch eine Nachbildung als Farbsiegel mit buchstablicher Wiederholung der orthografischen Blößen existiert.

– Hupp, Otto: Die Wappen und Siegel der Deutschen Städte, Flecken und Dörfer. Frankfurt am Main 1898.

Darstellung von Otto Hupp mit weiblichem Brustbild, ca. 1898
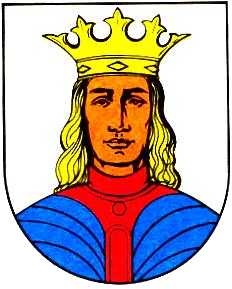
Spätere Darstellung mit männlichem Brustbild

### Stadtgeschichte
- Kühl, Paul: Geschichte der Stadt und des Klosters Ribnitz 1233–1933. 1933. Link zum Scan, S. 110 ff.
- Kratz, Gustav: Die Städte der Provinz Pommern. Abriss ihrer Geschichte, zumeist nach Urkunden. Berlin 1865. Link zum Scan, S. 203–205 (S. 105–107)

### Wappenkunde
- Hupp, Otto: Die Wappen und Siegel der Deutschen Städte, Flecken und Dörfer. Frankfurt am Main 1898.
- Teske, Carl: Die Wappen der Großherzogthümer Mecklenburg, ihrer Städte und Flecken. 1885.